# مجال (موسيقى)

المجال لآلة موسيقية ما هو المسافة بين أدنى وأعلى نغمة من الممكن عزفها عليها. أما بالنسبة للأصوات الغنائية فيقابل ذلك ما يعرف باسم المجال الصوتي. على الرغم من أن معظم آلات النفخ الخشبية والآلات الوترية لا حدود عليا لمجالاتها نظريا، إلا أنها عادة لا تستطيع العزف دون الحدود الدنيا لمجالها. على العكس من ذلك فإن آلات النفخ النحاسية تستطيع العزف خارج مجالاتها المحددة.